# Foveolaria falcifera
Foveolaria falcifera är en mossdjursart som beskrevs av Busk 1884. Foveolaria falcifera ingår i släktet Foveolaria och familjen Foveolariidae. Inga underarter finns listade i Catalogue of Life.